# Leptodrassus bergensis
Leptodrassus bergensis är en spindelart som beskrevs av Tucker 1923. Leptodrassus bergensis ingår i släktet Leptodrassus och familjen plattbuksspindlar. Inga underarter finns listade i Catalogue of Life.